# Chiara Canzian
Chiara Camilla Canzian (Vittorio Veneto, 13 dicembre 1989) è una cantautrice e blogger italiana.

## Biografia
Figlia di Red Canzian, bassista dei Pooh, e di Delia Gualtiero nasce a Vittorio Veneto il 13 dicembre 1989. Inizia a muovere i primi passi nel mondo della musica sin da piccola, cantando insieme al padre e a Phil Mer, figlio della seconda moglie del padre, nel brano Il calcio del sorriso, inno del Treviso.
La sua carriera cantautorale inizia nel 2009 con la pubblicazione del suo primo album, Prova a dire il mio nome, la cui uscita è preceduta dalla partecipazione al Festival di Sanremo, in cui si esibisce cantando l'omonimo brano, scritto in collaborazione con Giuliano Sangiorgi.
Partecipa alla realizzazione del concerto Amiche per l'Abruzzo, evento di beneficenza in favore della popolazione colpita dal terremoto che ha distrutto L'Aquila.
Nel 2011 esce il secondo album della Canzian intitolato Il mio sangue.
Con il padre Red ha scritto il libro di cucina Sano Vegano Italiano (2017), promosso tramite un tour gastronomico con menù interamente vegani in molti ristoranti della penisola, e ha un blog di ricette vegetariane, Radici, stesso titolo di un romanzo autobiografico (2019) da lei scritto con il compagno Sandro Cisolla.

## Discografia

### Album
- 2009 - Prova a dire il mio nome
- 2011 - Il mio sangue

### Singoli
- 2008 - Novembre '96
- 2009 - Prova a dire il mio nome
- 2010 - E ti sento
- 2011 - Scrivi d'oro
- 2013 - Camelie e margherite

## Opere
- Sano vegano italiano (con Red Canzian), Rizzoli, 2017.